# Anke Helsen
Pour les articles homonymes, voir Helsen.
Anke Helsen, née le 19 avril 1955 à Eindhoven,, est une actrice belge d'origine néerlandaise.

## Filmographie

### Cinéma et téléfilms
- 1986 : Het Pleintje (nl) : Bernadette, l'infirmière
- 1986 : Paniekzaaiers : La dame dans la voiture mal garée
- 1989-1993 : Bompa (nl) : Julia Vleugels
- 1995 : Familie Backeljau (nl) : Loes
- 1997 : Wittekerke (nl) : La directrice Duchateau, de la maison de repos
- 1997 : Heterdaad (nl) : Mède de Sarah
- 1997-1999 : Lili en Marleen (nl) : Stella
- 1998 : Hof van Assisen (nl) : Josiane Van Avermaete
- 1998 : Deman : Dora Pattyn
- 1999 : 2 straten verder (nl) : La femme de Albert
- 1999-2000 : Fred et Samson (Samson en Gert) : Trois rôles (Yolanda Boogscheut, Tante Constance et la mère de Tuur)
- 1999-2002 : Recht op recht (nl) : La présidente du tribunal pour adolescents et du district)
- 1999-2016 : De kotmadam (nl) : Trois rôles (Rosette, Lieve et Mama van Tineke)
- 2000 : Pa heeft een lief (nl) : La femme avec des chiens
- 2000-2004 : Spoed (nl) : Vanessa Meurant
- 2001-2009 : Pat le Pirate (Piet Piraat) : Stien Struis
- 2002 : Big & Betsy (nl) : Mme Goedgebuur
- 2004 : Flikken : La patronne du café Greta
- 2005 : Hallo België (nl) : Frea
- 2005-2007 : Kinderen van Dewindt (nl) : Monique
- 2005 : Piet Piraat en de betoverde kroon (nl) : Stien Struis
- 2006 : Piet Piraat en het vliegende schip (nl) : Stien Struis
- 2008 : Hotel op stelten (nl) : La dame qui aime se plaindre
- 2008 : Mega Mindy : La forestière
- 2008 : Piet Piraat en de kleine Dino : Stien Struis
- 2008 : Piet Piraat en het zwaard van Zilvertand (nl) : Stien Struis
- 2009 : LouisLouise (nl) : Gina Vermeulen
- 2009-2010 : David : La femme de ménage
- 2010 : Goesting (nl) : Rita
- 2010 : Goeie vrijdag : Stien Struis
- 2010 : Ella : Ma Martens
- 2011 : Aspe (nl) : Suzanne Claes
- 2011 : Rox : Gretel Steinskopf
- 2012 : Zone Stad (nl) : Annie
- 2013 : Piet Piraat en het zeemonster (nl) : Stien Struis
- 2013 : Binnenstebuiten (nl) : Lilianne
- 2015 : K3 : Maxine
- 2015-2016 : Thuis : Katleen De Belder
- 2016 : Pippa : Mia